# 新庄孜街道
新庄孜街道，是中华人民共和国安徽省淮南市八公山区下辖的一个乡镇级行政单位。

## 行政区划
新庄孜街道下辖以下地区：
治东社区、新培社区、治西社区、矿北社区、胜利社区、建东社区、化工社区和团结社区。